# Litron
Der Litron war ein französisches Volumenmaß für Getreide, Samen, Hülsenfrüchte. Das Maß, der Metze entsprechend, war namensgebend für das dezimale Maß Liter, denn das hölzerne Messgefäß war dem heutigen Liter sehr nahe.
Nachdem im Jahr 1799 der Meter zu einer Länge von exakt 443,296 Pariser Linien definiert wurde, hatte das Pariser Zoll eine Länge von exakt 375⁄13853 Meter (≈ 27,07 mm). Vorher unterlag das Maß regionalen Schwankungen, dementsprechend auch die davon abgeleiteten Volumenmaße Pariser Kubikzoll und Litron. Des Weiteren war das Litron regional unterschiedlich mit 40 oder 41 Pariser Kubikzoll definiert.
- 1 Litron = 40 pouce cube (Pariser Kubikzoll) = 40×375×375×375⁄13853×13853×13853 m³ = 2.109.375.000⁄2.658.468.401.477 Kubikmeter ≈ 0,793 Liter (Definition von 1799)

- 1 Litron = 41 pouce cube (Pariser Kubikzoll) = 41×375×375×375⁄13853×13853×13853 m³ = 2.162.109.375⁄2.658.468.401.477 Kubikmeter ≈ 0,813 Liter (Definition von 1799)

|                       |                           | Litron zu 40 pouce cube | Litron zu 41 pouce cube |
| --------------------- | ------------------------- | ----------------------- | ----------------------- |
| 1 Litron              | = 40 oder 41 pouce cube   | ≈ 0,793 Liter           | ≈ 0,813 Liter           |
| 1 Boisseau (Scheffel) | = 16 Litron               | ≈ 12,695 Liter          | ≈ 13,013 Liter          |
| 1 Minot               | = 3 Boisseau = 48 Litron  | ≈ 38,086 Liter          | ≈ 39,038 Liter          |
| 1 Mine                | = 2 Minot = 96 Litron     | ≈ 76,172 Liter          | ≈ 78,076 Liter          |
| 1 Setier              | = 2 Mine = 192 Litron     | ≈ 152,343 Liter         | ≈ 156,152 Liter         |
| 1 Muid/Tonneau        | = 12 Sester = 2304 Litron | ≈ 1828 Liter            | ≈ 1874 Liter            |